# Варениця Марія Михайлівна
Марія Михайлівна Варени́ця (нар. 25 липня 1947, Стінка) — українська вишивальниця; заслужений майстер народної творчості УРСР з 1985 року.

## Творчість
Виготовляє доріжки, наволочки, декоративні і тематичні рушники.